# Binnenmolen (Rhenen)
De Binnenmolen is een korenmolen in de stad Rhenen in de Nederlandse provincie Utrecht.
De molen werd in 1893 gebouwd ter vervanging van een standerdmolen op dezelfde plek. Diverse onderdelen van de oude molen zijn in de nieuwe ronde stenen stellingmolen verwerkt. Al in de jaren dertig van de twintigste eeuw kwam de molen buiten bedrijf en werd als café-restaurant ingericht. Hiertoe werden de maalstenen verwijderd. De molen kreeg in de kap een uitkijkpost en werd ook wel de Panoramamolen genoemd. De stelling van de molen deed dienst als terras.

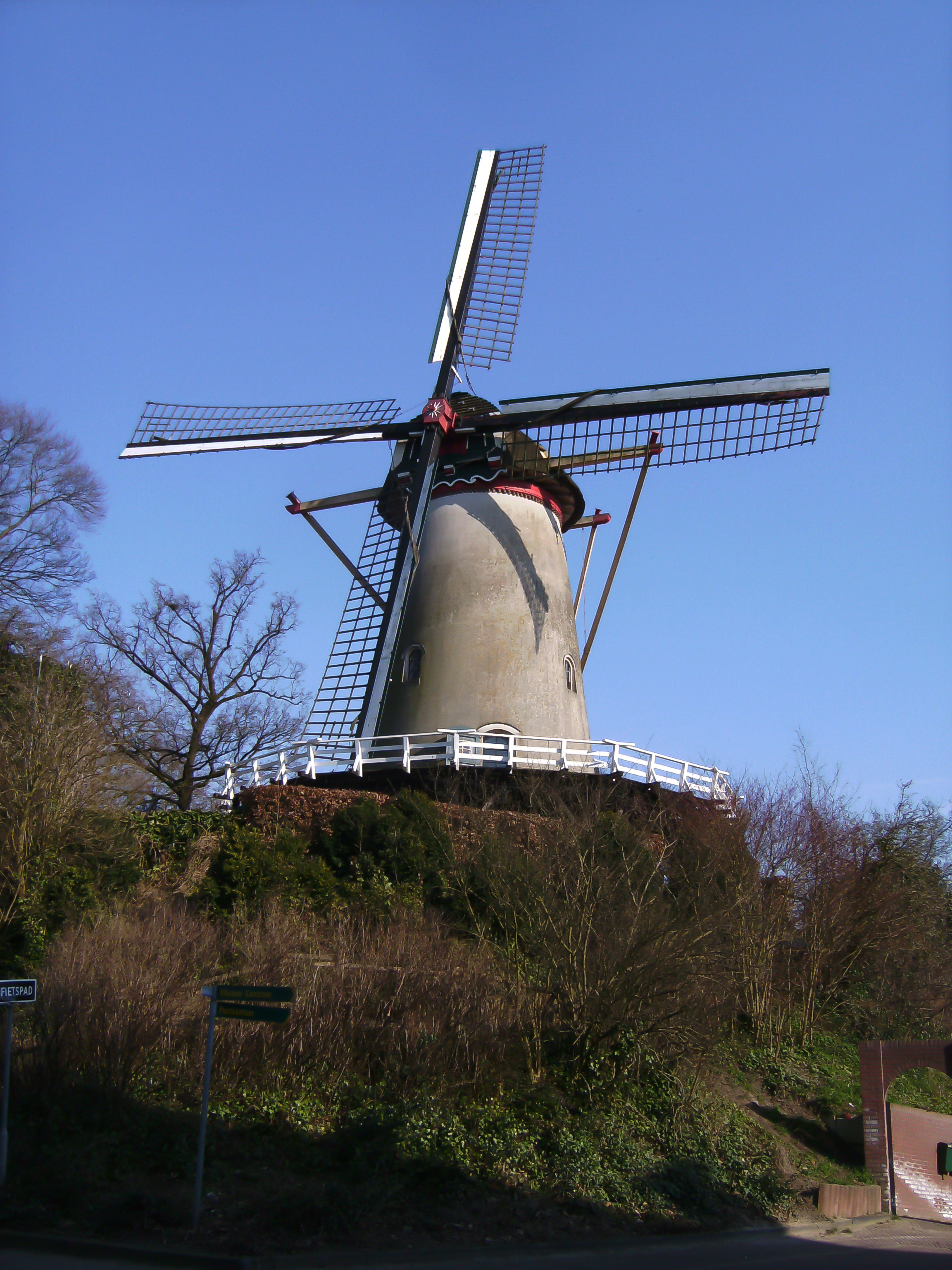
Rhenen, molen

De molen raakte in minder goede staat van onderhoud en werd na aankoop door de Stichting de Utrechtse Molens in 1969 als draaivaardige molen gerestaureerd. De molen werd hierbij als woning ingericht. Het gangwerk is nog aanwezig, maar de stenen ontbreken. Wellicht wordt de molen in de toekomst maalvaardig gerestaureerd.
De molen heeft roeden met een lengte van ruim 22 meter en die zijn voorzien van het oudhollands wieksysteem met zeilen. De molen wordt bewoond door een vrijwillig molenaar die de molen incidenteel laat draaien.